# Perisama ultramarina
Perisama ultramarina är en fjärilsart som beskrevs av Charles Oberthür 1916. Perisama ultramarina ingår i släktet Perisama och familjen praktfjärilar. Inga underarter finns listade i Catalogue of Life.